# Aleksandr Tkačov
Aleksander Vasiljevič Tkačjov (ruski: Александр Васильевич Ткачёв) (Semiluki, Voronješka oblast, 4. studenog 1957.) je sovjetski/ruski gimnastičar i dva puta olimpijski prvak na OI u Moskvi 1980. 
Trenirao je u gimnastičkom klubu Dinamo Voronjež.  Njegov trener je bio sovjetski nacionalni trener Petar Fjodorovič Korčagin. Tkačjov je bio jedan od najboljih svjetskih gimnastičara između 1977. i 1981. godine.
Godine 1977., Tkačjov izvodi po prvi put u gimnastici novi element na preči, koji je kasnije nazvan po njemu Tkačjov i postao je jedan od najpopularnijih i najimpresivnijih elemenata, često se koristi u međunarodnim gimnastičkim natjecanjima. 
Osvojio je 2 zlata, 3 srebra i 3 bronce na Svjetskim prvenstvima u gimnastici te 4 zlata, 5 srebra i 2 bronce na Europskim prvenstvima u gimnastici.
Godine 2005. – 2006., bio gimnastički trener u mjestu San Mateo, u Kaliforniji, SAD.